# فريق البط
فريق البط (المعروف أيضا باسم Mighty Ducks: The Animated Series) هو مسلسل رسوم متحركة تلفزيوني أمريكي Mighty Ducks مدبلج للغة العربية اللبنانية.
1. 1 2  "البرامج التلفزيونية.دي إي" (بالألمانية). Retrieved 2020-07-07.